# Aerodrom (Skopje)
Pour l’article homonyme, voir Aerodrom (Kragujevac).
Aerodrom (en macédonien : Аеродром) est l'une des dix communes spéciales qui constituent la ville de Skopje, capitale de la Macédoine du Nord. Elle comptait 77 735 habitants en 2021 et fait 21,85 km2. Elle a été créée en 2004 à partir des terres de Gazi Baba situées au sud du Vardar. Son nom d'Aerodrom rappelle que l'aéroport de Skopje s'est trouvé sur son territoire jusqu'en 1987, date de la construction de l'aéroport international de Skopje à Petrovec.
Aerodrom se trouve au sud-est du centre de Skopje, et s'étend sur une surface allongée, orientée du nord-ouest au sud-ouest. Elle est limitée au nord par le Vardar et Gazi Baba, à l'ouest par Centar, au sud par Kisela Voda et à l'est par Petrovec. Son territoire se compose de deux ensembles bien distincts : la moitié occidentale fait partie de l'agglomération de Skopje, alors que le reste du territoire est essentiellement rural.

## Géographie
La commune est faite de deux ensembles très différents. À l'ouest, son territoire commence derrière la gare centrale de Skopje, à proximité du centre-ville. À cet endroit se trouvent deux petits quartiers résidentiels de l'époque socialiste, Ostrovo et Mičurin. Plus à l'est, il y a le quartier d'Aerodrom, où se trouve le siège de la commune, et de Novo Lissitché. Ces deux quartiers datent aussi de l'époque socialiste, et ils sont faits de blocs d'immeubles alternant avec des espaces verts. Sur la limite sud de la commune, des usines s'alignent le long de la voie ferrée, qui relie la gare de Skopje au sud du pays. Encore plus à l'est, il y a l'ancien village de Gorno Lissitché, devenu une banlieue résidentielle. Ensuite, la commune est couverte de terres arables jusqu'à son extrémité orientale, où se trouve le village de Dolno Lissitché.

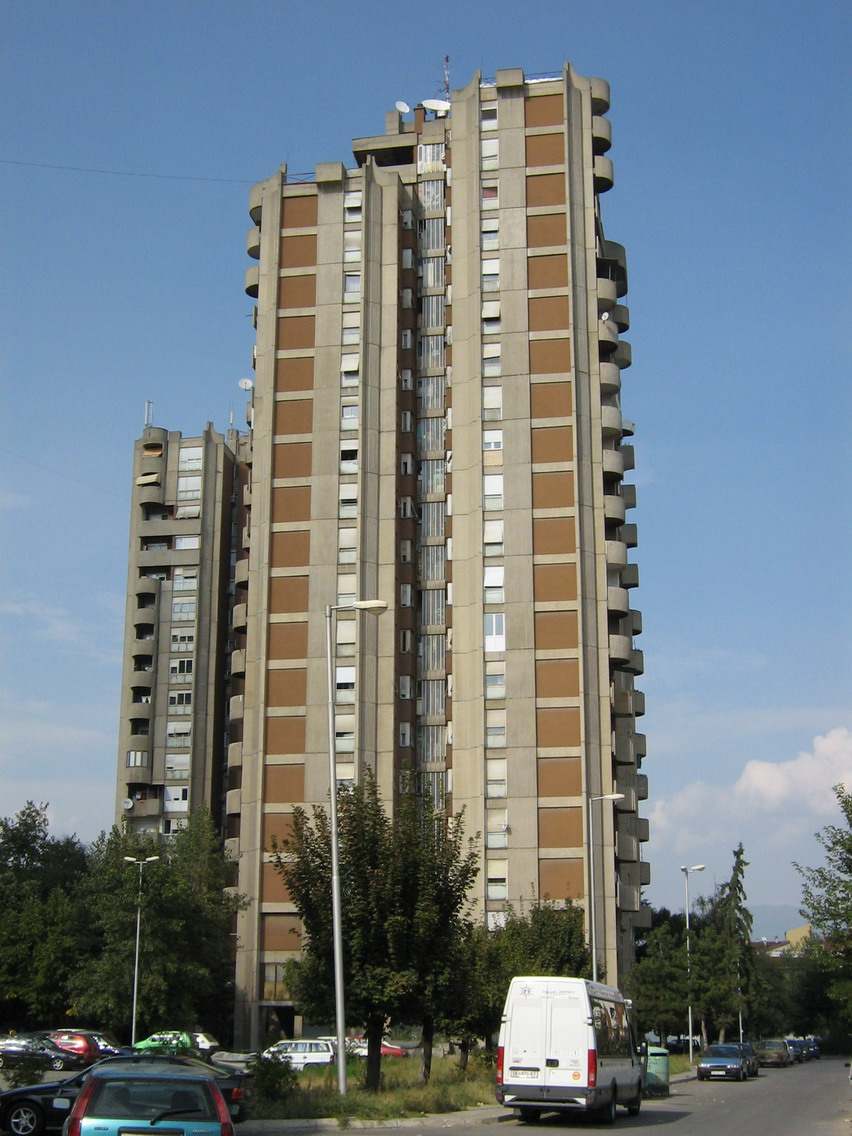
Tours d'habitation à Aerodrom.
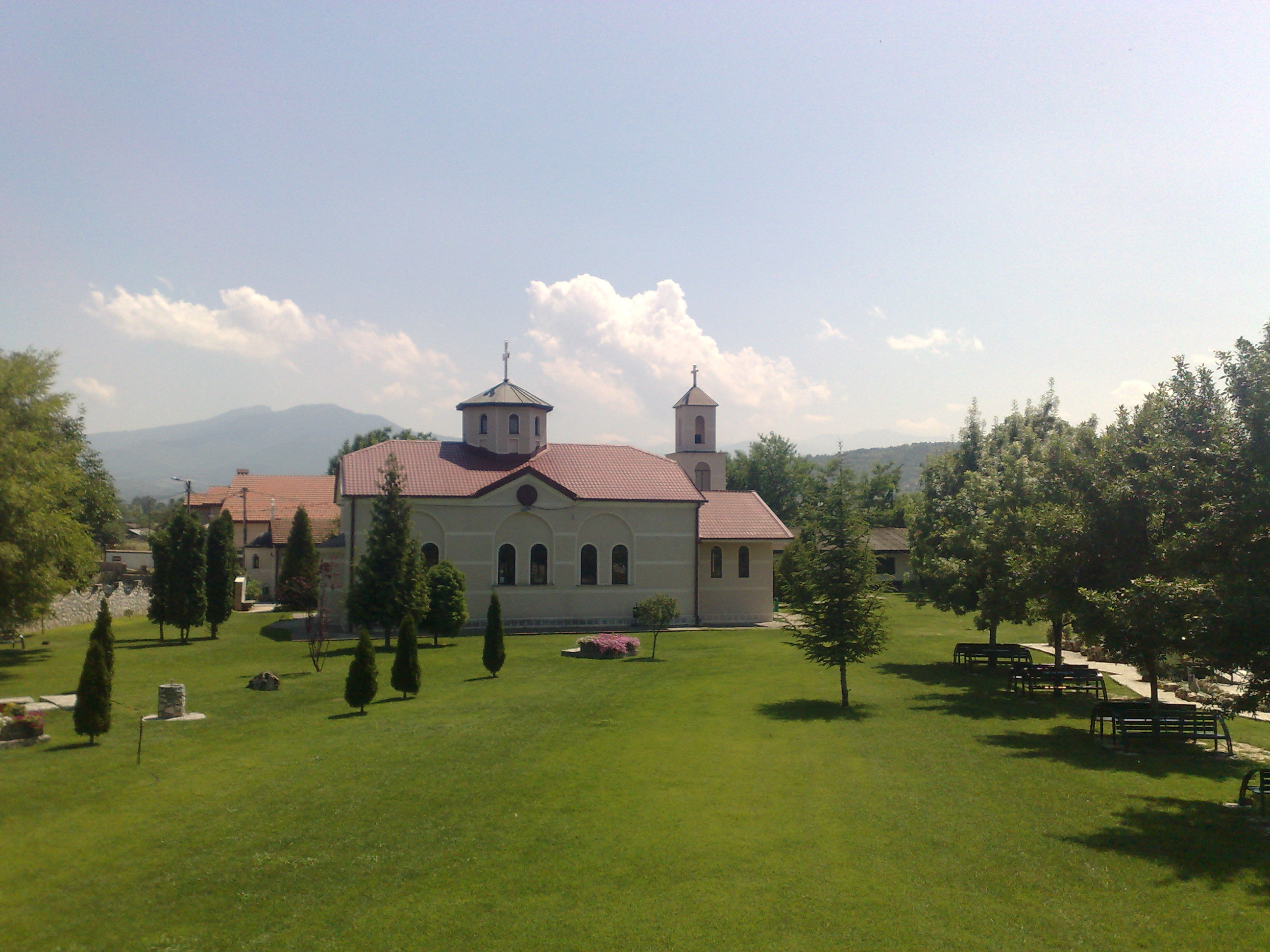
L'église de Gorno Lissitché.
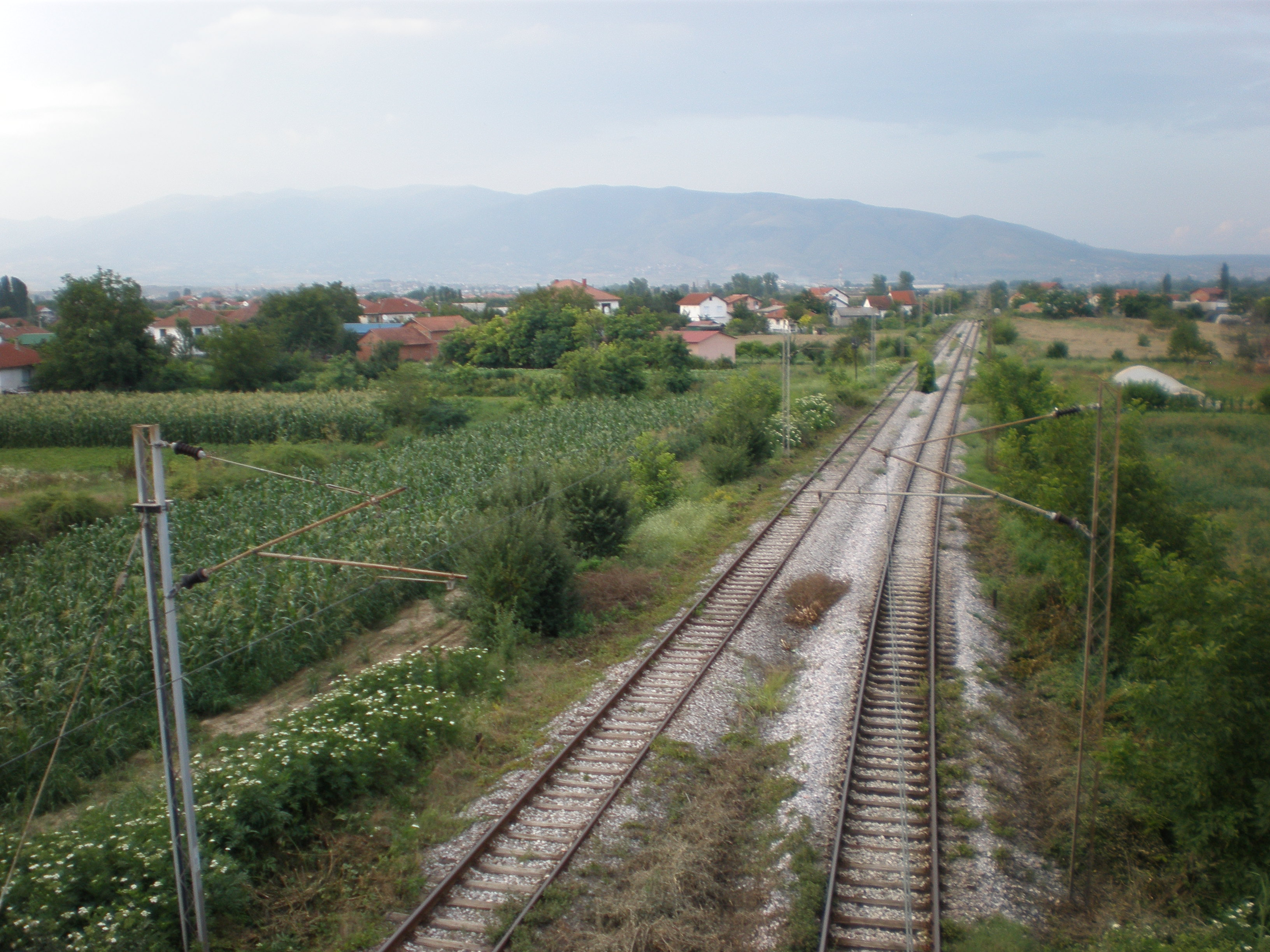
Gorno Lissitché et la voie ferrée.
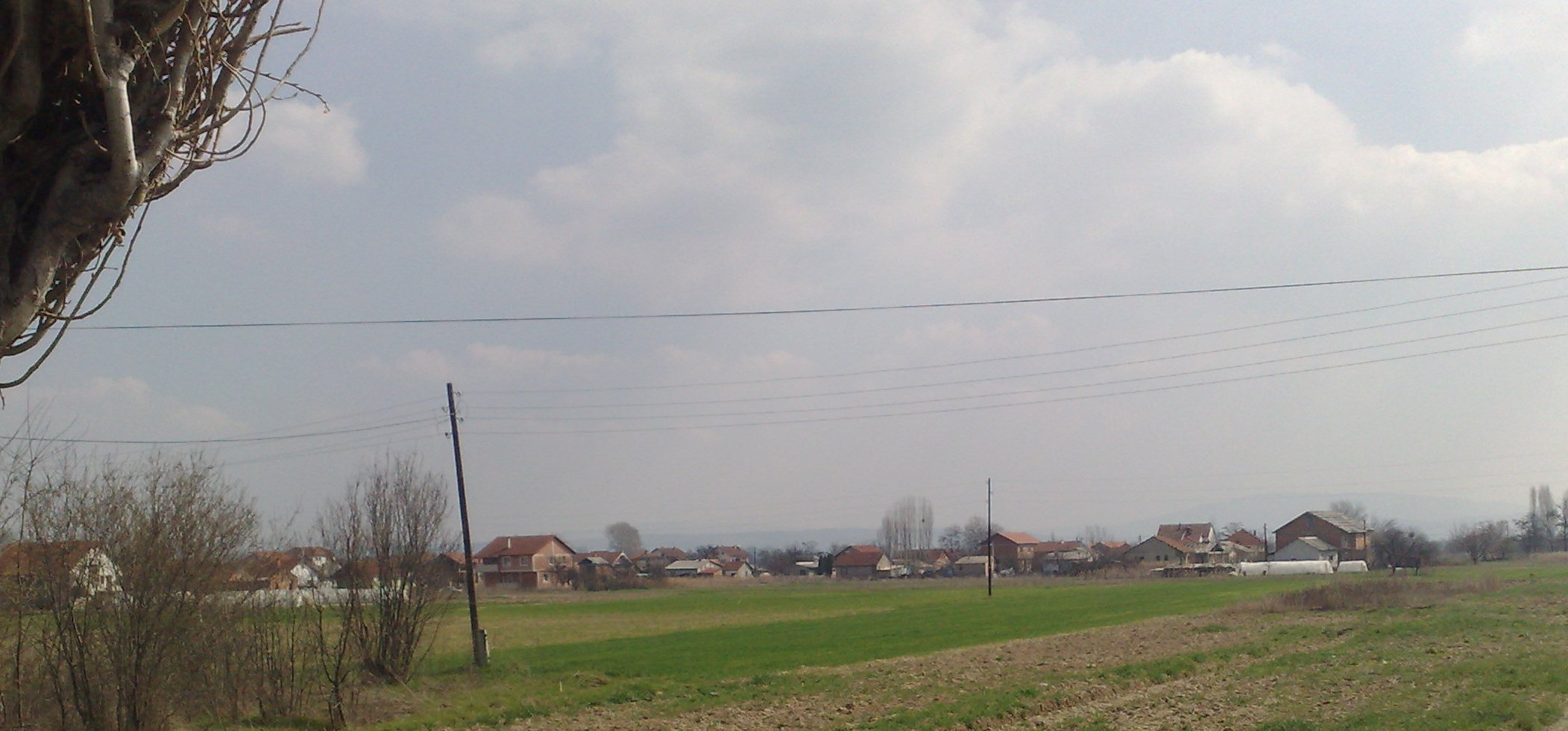
Le village de Dolno Lissitché.

## Démographie
Lors du recensement de 2002, la commune comptait :
- Macédoniens : 64 391 (89,4 %)
- Serbes : 3 085 (4,3 %)
- Albanais :  1 014 (1,4 %)
- Autres.

## Administration
La commune est administrée par un conseil élu au suffrage universel tous les quatre ans. Ce conseil adopte les plans d'urbanisme, accorde les permis de construire, il planifie le développement économique local, protège l'environnement, prend des initiatives culturelles et supervise l'enseignement primaire. Le conseil compte 27 membres. Le pouvoir exécutif est détenu par le maire, lui aussi élu au suffrage universel. Depuis 2009, le maire d'Aerodrom est Ivica Konevski, né en 1978.
À la suite des élections locales de 2009, le Conseil d'Aerodrom était composé de la manière suivante :
| Parti                                                               | Sièges |
| ------------------------------------------------------------------- | ------ |
| Parti démocratique pour l'Unité nationale macédonienne (VMRO-DPMNE) | 12     |
| Union sociale-démocrate de Macédoine (SDSM)                         | 10     |
| VMRO-DP                                                             | 1      |
| DPSM - Coalition VMRO-DPMNE                                         | 1      |
| DOM - Coalition VMRO-DPMNE                                          | 1      |
| DS - Coalition VMRO-DPMNE                                           | 1      |
| SPM - Coalition VMRO-DPMNE                                          | 1      |